# 평안북도 (대한민국)

1949년부터 2019년까지 사용된 평안북도의 도기

평안북도(平安北道)는 한반도의 북서부에 위치한 명목상 대한민국의 도(道)로, 함경남도에 이어 두 번째로 면적이 넓다.
현재 조선민주주의인민공화국이 실효 지배하는 영토로, 대한민국이 실효 지배하는 구역은 없다. 명목상 대한민국 행정안전부 소속의 이북5도위원회가 이 지역을 관할하고 있다. 1950년 한국 전쟁 당시에 일시적으로 대한민국이 일부 지역을 점령한 적이 있었다.
북쪽과 북서쪽, 서쪽, 북동쪽으로는 압록강을 경계로 중국과 국경을 접하는 지역이며, 남서쪽으로는 황해와 접하고 있었다. 남동쪽과 남쪽으로는 평안남도, 동쪽으로는 함경남도와 접하고 있었다. 2008년 현재, 조선민주주의인민공화국의 행정 구역상에서, 평안북도와 자강도(랑림군 제외), 량강도 김형직군을 합한 인구 수는 총 404만 9700명이다.

## 행정 구역
- 신의주시(新義州市, 도청 소재지)
- 의주군(義州郡)
- 용천군(龍川郡)
- 철산군(鐵山郡)
- 선천군(宣川郡)
- 정주군(定州郡)
- 박천군(博川郡)
- 영변군(寧邊郡)
- 운산군(雲山郡)
- 태천군(泰川郡)
- 구성군(龜城郡)
- 삭주군(朔州郡)
- 창성군(昌城郡)
- 벽동군(碧潼郡)
- 초산군(楚山郡)
- 위원군(渭原郡)
- 희천군(熙川郡)
- 강계군(江界郡)
- 자성군(慈城郡)
- 후창군(厚昌郡)

## 도지사
현직 평안북도지사는 이세웅(李世雄)이다.

## 같이 보기
- 평안북도
- 이북5도위원회